# Georgetown (Ascensió)
Georgetown és el centre administratiu de l'illa de l'Ascensió, a l'Atlàntic sud. Hi resideix l'administrador de l'illa (dependent del governador de Santa Helena) i s'hi troba l'edifici de govern, l'Ascension Island Government Office. Deu el seu nom al rei Jordi III, qui regnava al Regne Unit el 22 d'octubre de 1815, data de la presa de possessió d'Ascensió per part dels britànics.
Es troba a la costa occidental de l'illa, protegida pel turó anomenat Cross Hill, on s'assenta un fort d'època victoriana. A l'altre costat de la població hi ha un altre antic fort que actualment acull un museu.

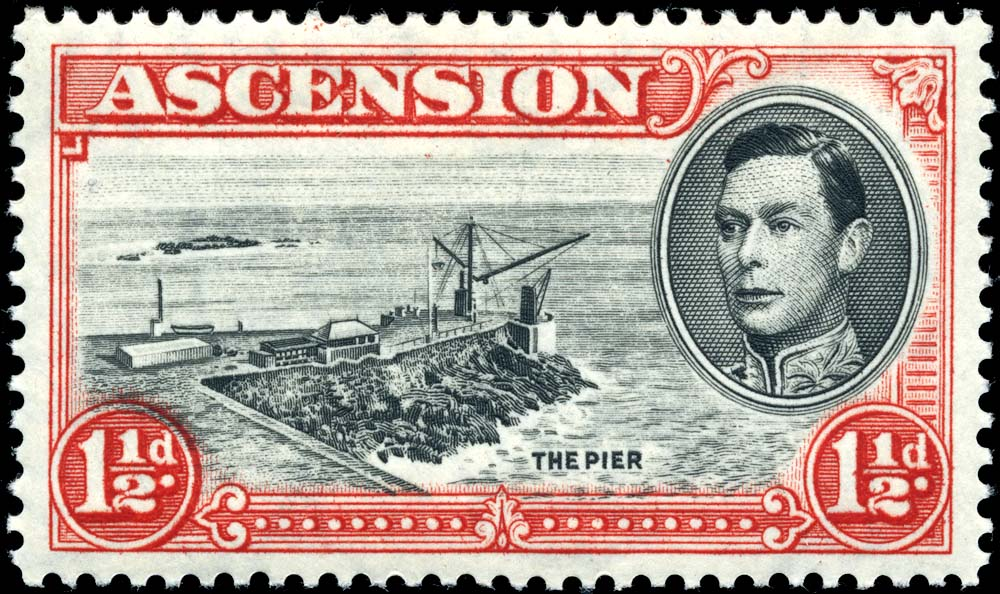
El moll de Georgetown en un segell de 1937

És el port de l'illa, utilitzat durant el segle xx com a base de carboneig per als vaixells; actualment hi ha un moll. Hi ha una església anglicana, St Mary's, construïda entre 1843 i 1846. El 1942 els equips dedicats a la construcció de l'aeroport Wideawake edificaren una petita església catòlica coneguda com the Grotto.
El centre de la població el formen l'església anglicana i l'antiga caserna dels Royal Marines, l'origen es remunta a inicis del segle xix quan vigilaven que Ascensió no es fes servir com a base per a una hipotètica fugida de Napoleó I des de la -relativament- propera Santa Helena. Les casernes són actualment la seu de l'Exiles Club.
La població també té una pista d'atletisme, supermercat, oficina de correus, comissaria de policia, hospital i biblioteca, el que la fa el centre d'activitats socials de l'illa. Tanmateix no hi ha escola, que està situat a Two Boats, terra endins.
El 2003 s'estimava una població de 560 persones.
Segons la Societat Històrica d'Ascensió, el creixement de Georgetown es va produir en tres períodes. El primer va de 1815 a 1830 i va tenir lloc al lloc de desembarcament dels primers marins britànics. El segon comença el 1830 amb el trasllat de la població a terres una mica més altes, on es troba en l'actualitat. Alguns edificis d'aquest període són les casernes conegudes com The Exiles (1848), el dipòsit d'aigua de St Georges (1830) o l'església anglicana. El tercer, que s'estén des de 1880 a 1922, en ell es va produir la construcció o substitució de nombrosos edificis: jutjat i biblioteca (1922), antiga fleca (al voltant de 1900), fort Bedford (entre 1903 i 1906) i la comissaria de policia (1899). Finalitza aquest període amb la marxa de l'armada britànica. Des de 1922 fins a mitjans dels anys 1950 gairebé no hi va haver activitat constructiva a Georgetown.